# Droužkovice
Droužkovice település Csehországban, Chomutovi járásban. Droužkovice Chomutov, Březno, Všehrdy, Spořice és Údlice településekkel határos. Lakosainak száma 833 fő (2024. január 1.).

## Népesség
A település lakosságának változását az alábbi diagram mutatja:
| Lakosok száma | 577  | 768  | 981  | 805  | 542  | 734  | 806  | 819  | 801  | 833  |
|               | 1869 | 1900 | 1921 | 1961 | 1980 | 2011 | 2016 | 2019 | 2021 | 2024 |